# Movelier
Movelier é uma comuna da Suíça, situada no distrito de Delémont, no cantão de Jura. Tem 8,01 km² de área e sua população em 2018 foi estimada em 422 habitantes.